# Basso (Sicasso)
Basso é uma vila da comuna rural de Songo-Dubacoré, na circunscrição de Cutiala, na região de Sicasso ao sul do Mali.

## História
Em 1889, o fama Tiebá Traoré (r. 1866–1893) do Reino de Quenedugu ao encontrar-se com o chefe de Baramba é informado que ele está tendo dificuldades com a vila de Basso. Segundo informado a Tiebá, um habitante de Cumberi foi a Baramba prestar condolências ao chefe por ocasião da morte de sua mãe, mas foi morto em sua passagem em Basso. De Baramba, onde passou a noite, Tiebá enviou um emissário ao chefe de Basso para reunir na manhã seguinte, em frente à aldeia, a água necessária para sua comitiva. Era um estratagema para os sofás atacassem a população e então saqueassem a vila. O fama ficou alguns dias em Basso onde dividiu seus sofás em dois grupos que enviou às vilas da região para atacarem e trazerem cativos. De Basso, Tiebá foi informado do avanço de Louis Archinard para Segu, capital do Império Tuculor.